# 라팜파주

라팜파 주

라팜파주(Provincia de La Pampa)는 아르헨티나 중앙부에 있는 주이다. 인접 주로는 북쪽부터 시계 방향으로 산루이스주, 코르도바 주, 부에노스아이레스주, 리오네그로 주, 네우켄주, 멘도사주이다. 22개 군을 관할한다.
최북단이 남위 35도 선이다.

## 역사
1604년 에르난도 아리아스 데 사베드라가 이 지역에 도착한 최초의 유럽인 탐험가였다. 그러나 스페인 식민지 개척자들이 이곳에 영구적인 정착지를 세운 것은 18세기가 되어서였다.
지역 원주민들의 저항으로 후안 마누엘 데 로사스 정부가 들어서기 전까지 많은 확장을 막았다. 그것은 19세기 훌리오 로카의 사막 정복 때까지 멈추지 않았다. 이 지역은 장교들에게 분할되었고, 그들은 최초의 아르헨티나 정착지를 세웠다.
라팜파 중앙 지역은 1884년에 리오네그로 주와 그 주변의 다른 주들을 포함하여 세워졌다. 인구는 약 25,000명이었다. 1915년에는 110,000명의 주민이 거주했으며, 이는 이 지역으로의 이동을 반영한다. 1945년에 라팜파는 주(州)가 되었다.
1952년 헌법이 제정되어 에바페론 주의 이름을 따서 주 이름이 바뀌었다. 1955년 정부가 바뀌고 페론 가문이 망명하면서 후안 페론의 이름을 딴 라팜파와 차코는 원래 이름으로 돌아갔다.

주기
주 문장